# Мацей Сарбевський
Мацей Казимир Сарбевський (латинізоване ім'я Sarbievius,Сарбевій, Матей Казимир Сарбевський пол. Maciej Kazimierz Sarbiewski, біл. Мацей Казімір Сарбеўскі, лит. Motiejus Kazimieras Sarbievijus; 24 лютого 1595, Сарбев, під Плонськом — 2 квітня 1640, Варшава) — польський латиномовний придворний проповідник, поет і теоретик літератури.
За життя званий Сарматським Горацієм — Sarmaticus Horatius (лат. sarmackim Horacjuszem) та Горацій Християнин — Horatius Christianus (лат. Хорас Крисчен), «рівний Горацію» («the peer of Horace») і «останній латинський поет». Під час перебування в Римі Сарбєвського Папою Римським Урбаном VIII було короновано лавровим вінком лауреата (лат. Поет-лауреат) найвищої літературної премії свого часу «поетичні Лаври», престижної премії порівнянної з сучасною Нобелівською премією з літератури. Один із найпопулярніших польських авторів, опублікованих за кордоном на рівні з Генриком Сенкевичем та Фердинандом Оссендовським.

## Біографія

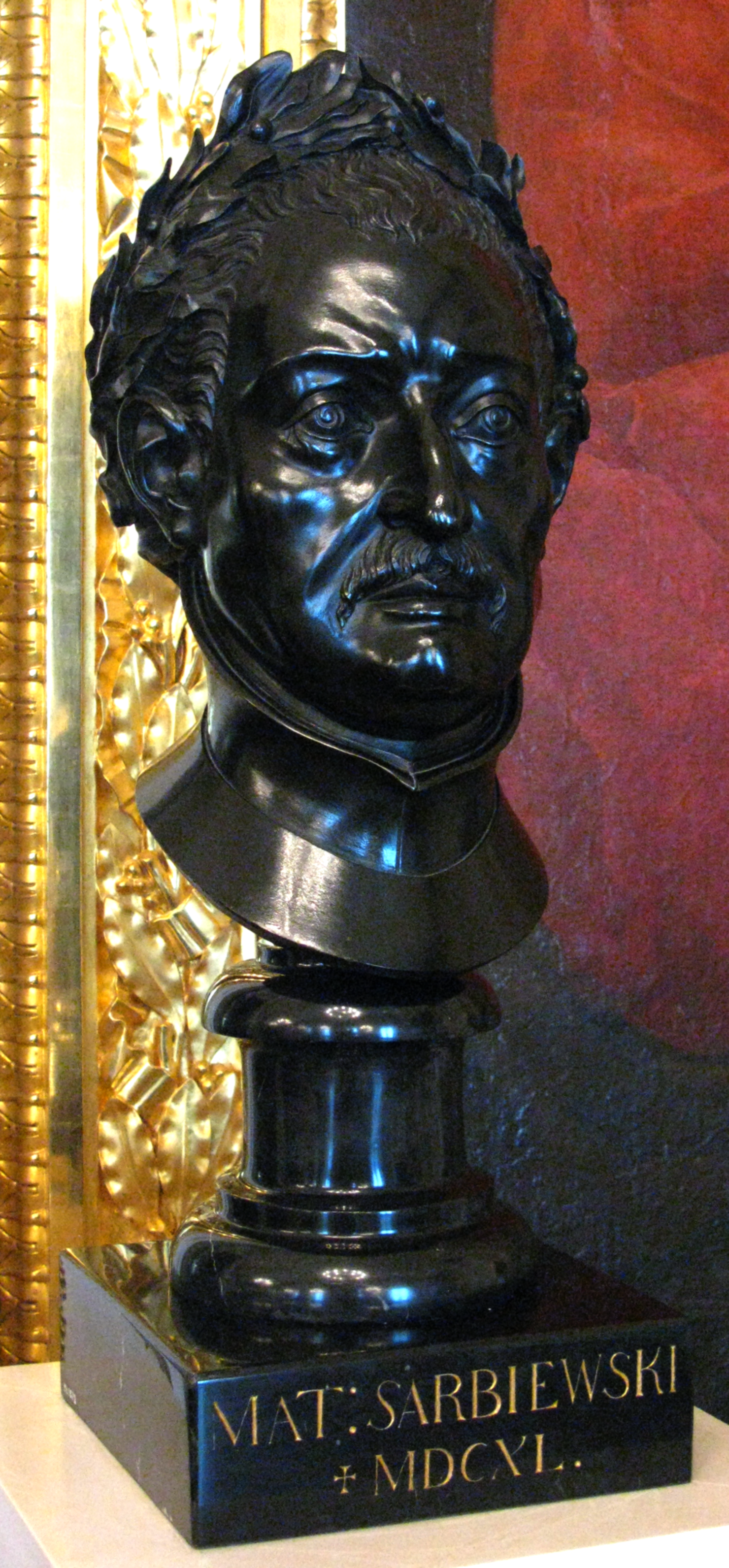
Бюст Мацея Казимира Сарбєвського роботи Андре Лебрюна у Королівському замку у Варшаві

Народився 24 лютого 1595 року. Навчався в школі єзуїтів у Пултуську, в 1612 вступив до Новіціату у Вільно і став єзуїтським ченцем. У 1617 — 1619 роках викладав поетику у єзуїтській колегії в Крожах (нині Кражяй в Литві); у 1617—1620 роках — викладач Полоцької єзуїтської академії. У 1620 — 1622 роках навчався на теологічному відділенні в Віленської єзуїтської академії (Almae Academia et Universitas Vilnensis Societatis Jesu). Для продовження освіти був посланий до Риму. Після повернення викладав у Віленській єзуїтській академії філософію та теологію (1627⁣—⁣1635). У 1635 на запрошення польського короля Владислава IV Вази переїхав до Варшави і став його придворним проповідником (1635—1640).

## Творчість
Писати віршовані тексти розпочав у Крожах латиною. Випустив видання, що прославляють вельмож Великого князівства Литовського (Кишки, Ходкевичі, Сапеги) лат. Gratulatio Stanislao Kiszka, episcopo Samogitiae... (1618), Obsequium gratitudinis... Joanni Carolo Chodkiewicz... (1619), Hymenodora... Joanni Stanislao Sapieha... et Annae Chodkieviciae... (1620), в яких прагнув вразити ерудицією, витонченими алюзіями та великою кількістю імен, почерпнутих з античної міфології. Методично латинізував місцеві назви (лит. Kražiai — лат. Crosi, лат. Crosos; лит. Kražantė — лат. Crosenta) та реалії.

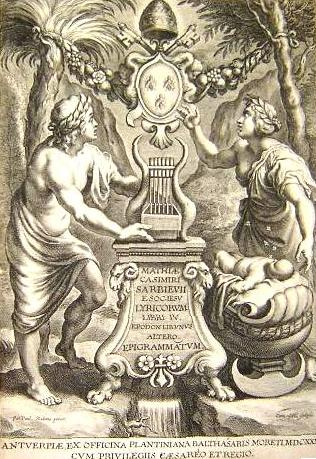
Фронтиспіс Lyricorum Libri по малюнку Рубенса

У Римі створив збірку поезії Lyricorum libri tres («Три книги ліричних віршів», 1625), своєрідно наслідуючи Горація та поєднуючи мотиви гораціянської поезії із біблійними сюжетами. Бувши придворним проповідником Владислава IV Вази, віршам міг приділяти менше часу, оскільки витрачав його на проповіді та супровід короля у поїздках та полюваннях. За мотивами поїздок, написав невеликий твір Silvi ludia («Лісові забави»; надрукований у 1757), який, мабуть, призначався для придворної сцени.
Поетика Сарбевія здійснила значний вплив на розвиток теорії літератури та естетики епохи Бароко. Він у своїх творах описав основні жанри та роди поезії — епіграма, елегія, лірика, епос. У XVII столітті найпопулярнішою була перша частина De acuto et arguto («Про гострий та уїдливий стиль»).
За життя Мацей Казимир Сарбевський вважався найбільш видатним латиномовним поетом Європи. Папа римський Урбан VIII увінчав його лавровим вінком. Видав п'ять збірок поезії (Кельн, 1625; Вільно, 1628; Антверпен, 1630; Антверпен, 1632 з титульним аркушем роботи Рубенса; Антверпен, 1643).
Після смерті поета до кінця XVIII століття ці видання повторно виходили більш ніж 50 разів.

Іменем Сарбевія названий двір в ансамблі Вільнюського університету. Над воротами його встановлена мармурова плита в пам'ять заслуг поета із текстом латинською мовою. У костелі Святих Іоаннів знаходиться його портрет виконаний литовською художницею Софією Вейверите

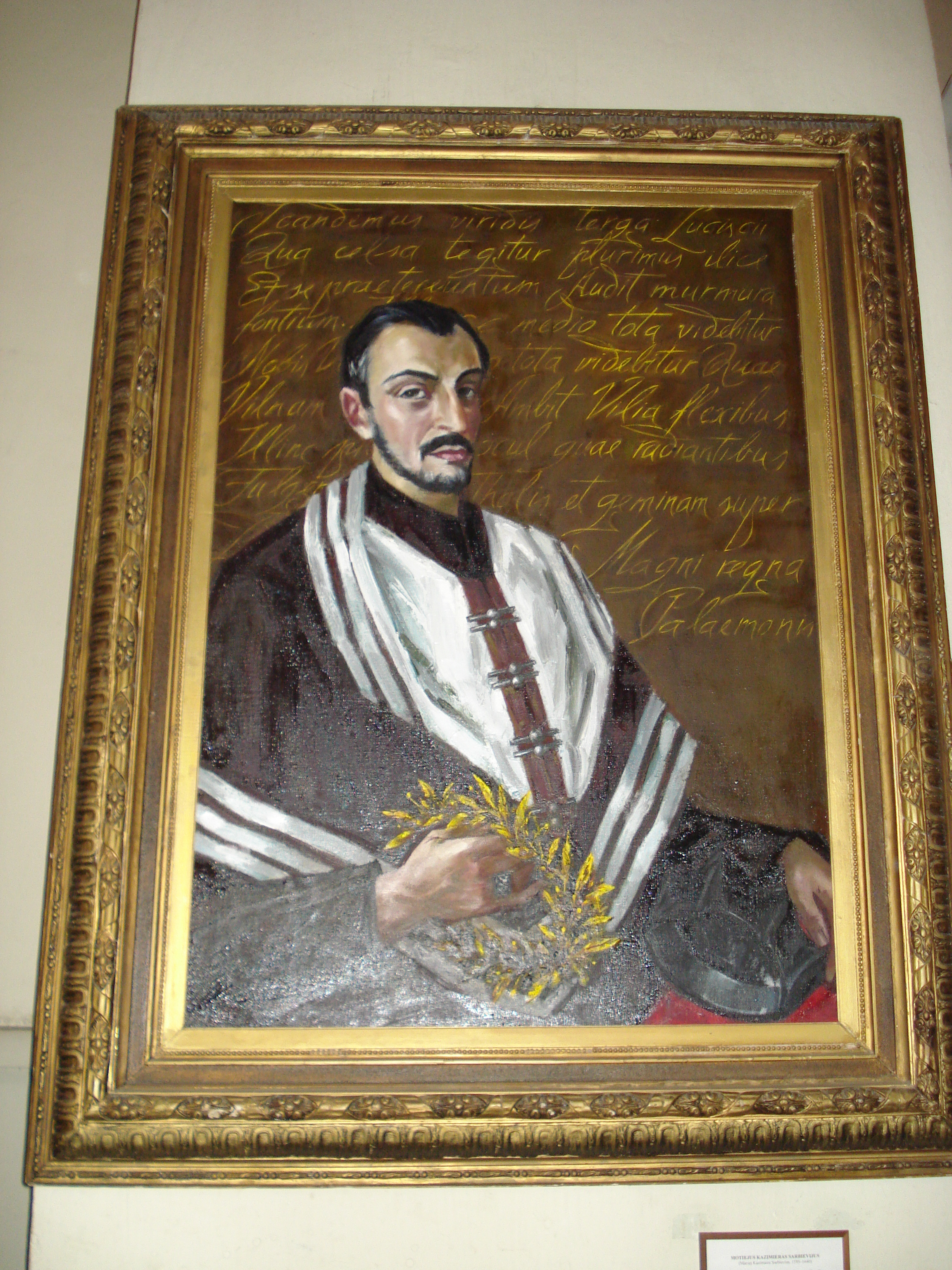
Портрет поета Матея Казимира Сарбевського (литовська художниця Софія Вейверите, народилася 1926 р.) У церкві Св. Джонов (Вільнюс).

Вірші Сарбєвського були надзвичайно популярні у Великій Британії, перекладені англійською. У 2008 році збірник англійських перекладів був опублікований як Casimir Britannicus: English Translations, Paraphrases and Emulations of the Poetry of Maciej Kazimierz Sarbiewski, під редакцією Кшиштофа Фордонського та Петра Урбанського. Колекція була перевидана 2010 року у розширеній та виправленой версії.

## Основні твори і збірки поезій
- Lyricorum libri III (1625).
- Lyricorum libri IV (1634).
- Epodon liber unus alterque Epigrammatum (1634).
- Descriptio gentium («Опис людства»)

## Роботи з теорії літератури
- De perfecta poesi («Про досконалої поезії»)
- De acuto et arguto («Про гострому та уїдливому (стилі)»)
- Characteres lyrici («Про пологах лірики»)
- De virtutibus et vitiis carminis elegiaci («Про достоїнства та недоліки елегії»)